# Enceinte préhistorique de Champ Durand
L'enceinte préhistorique de Champ-Durand est un site archéologique situé sur la commune de Nieul-sur-l'Autise, dans le département de la Vendée. Le site se développe au Néolithique récent et sera occupé jusqu'au Bronze ancien.

## Protection
Le site est découvert en 1971 par Maurice Marsac grâce à la photographie aérienne et fouillé sous la direction de Roger Joussaume durant dix campagnes annuelles entre 1975 et 1985. Il fait l’objet d’une inscription au titre des monuments historiques depuis 1990. Il a été en partie acquis par le Conseil général.

## Le site archéologique
Le site est constitué d'une triple enceinte délimitant une aire, presque circulaire, d'un diamètre moyen de 250 m environ, soit un peu moins de 2 ha. Il domine d'une vingtaine de mètres la vallée sèche des Maléons qui débouche à peu de distance sur le Marais poitevin.
L'enceinte est délimitée par la succession de trois fossés parallèles, de 15 m à 20 m de longueur. Chaque fossé se compose d'un chapelet de plusieurs fosses alignées, séparées par une douzaine d'interruptions, ce qui fait du site une enceinte à fossés interrompus. Ces interruptions étaient peut-être barrées par des murailles, d'autres pourraient avoir été aménagées en portes d'entrées. En 2010, l'examen de photos-satellites a ainsi permis d'identifier l'une de ces interruptions comme une entrée en « pince de crabe ». Le creusement de ces fossés à l'aide de pics en bois de cerfs (dont plusieurs furent retrouvés dans le fossé n°1) représente un chantier colossal puisqu'au total, ce sont 1,5 km de fossés qui ont été creusés. Ces trois fossés n'ont peut-être pas été creusés à la même époque. 

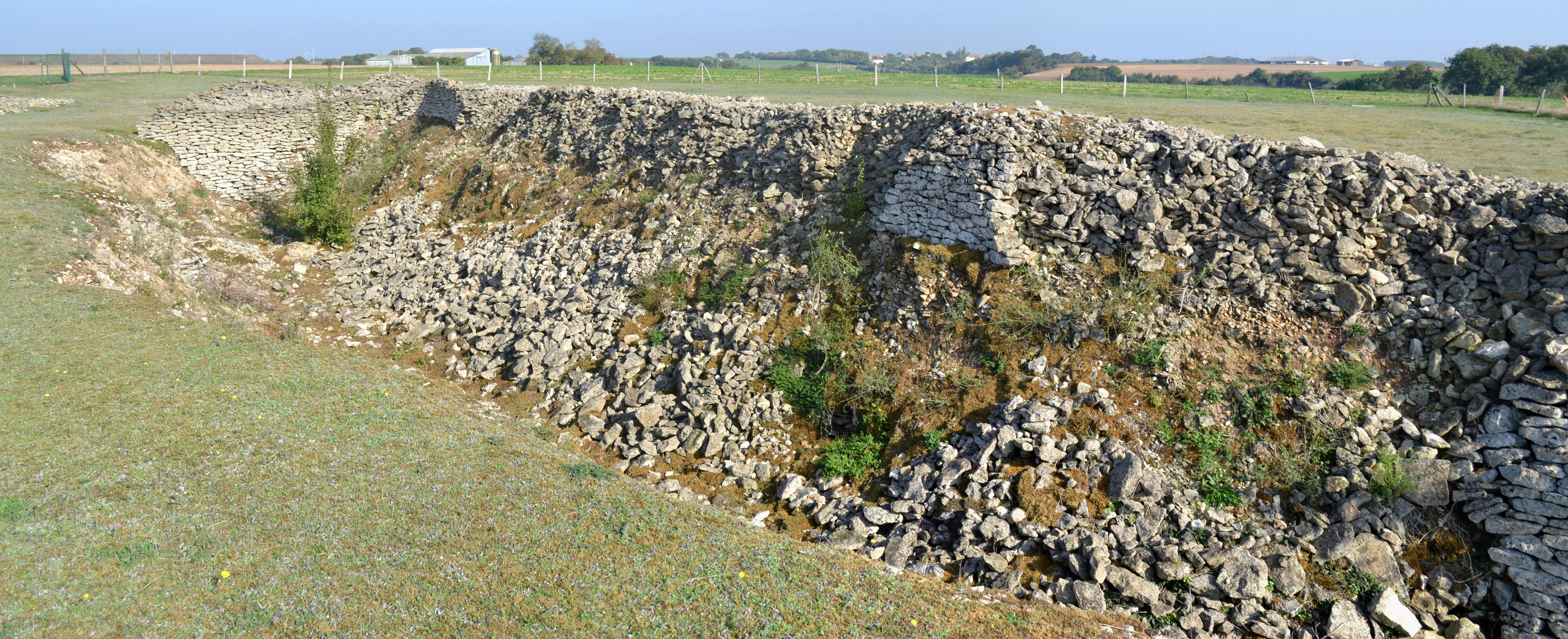
Fossé n°1 renforcé par un mur en gros blocs.
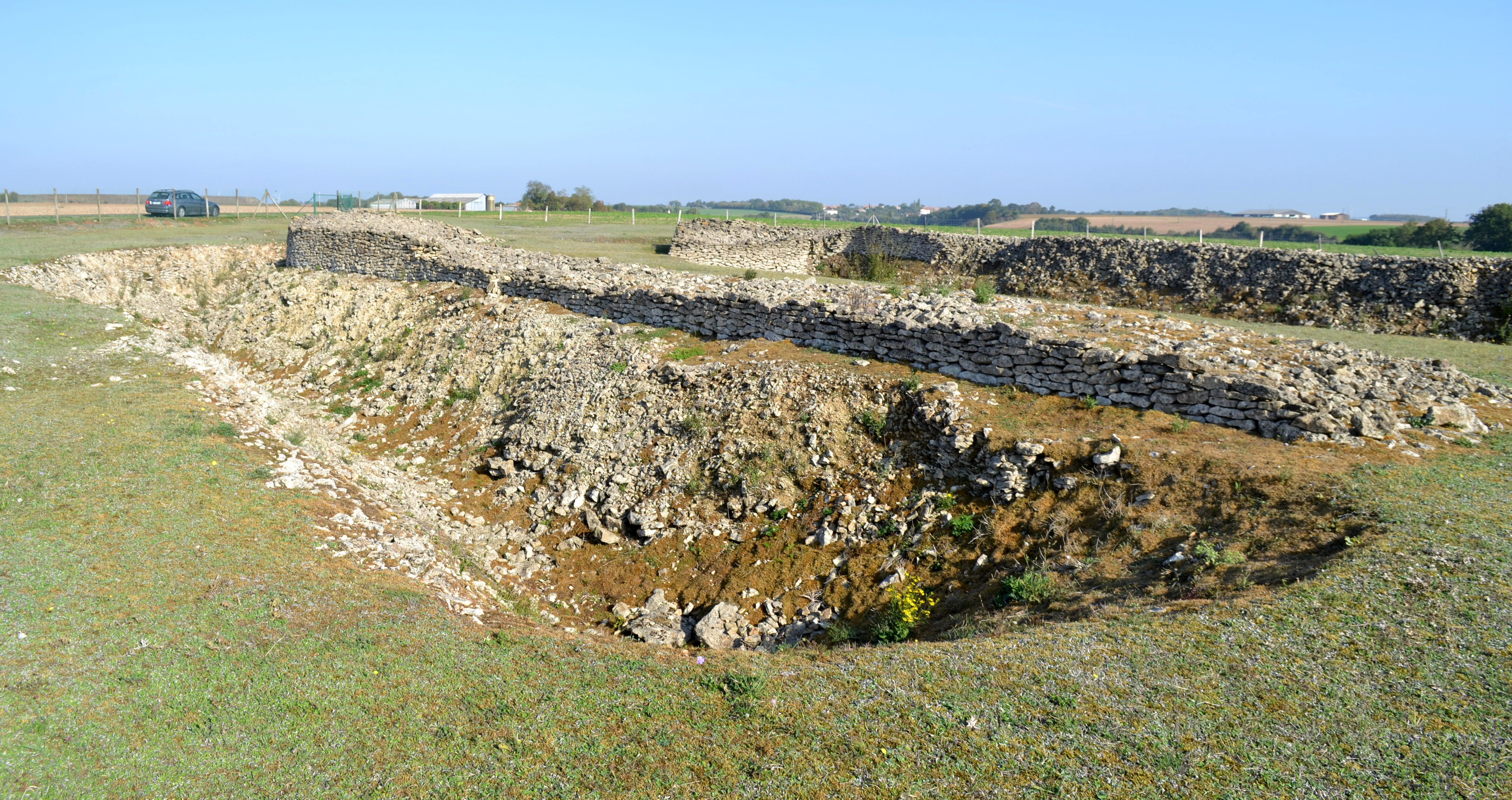
Fossés n°2 et n°1.
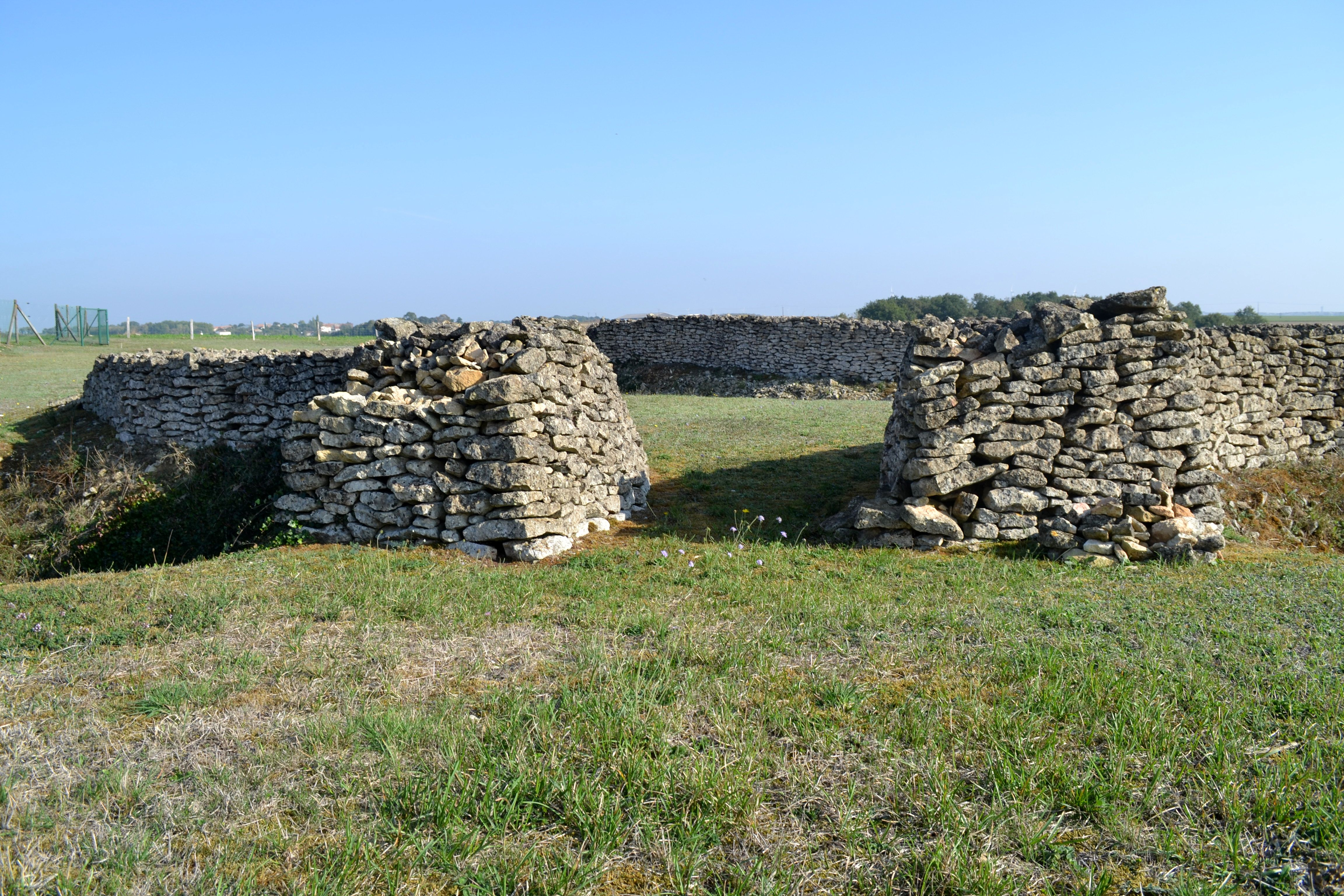
Entrée ouest.

Les fossés sont de largeur et de profondeur décroissantes depuis l'intérieur vers l'extérieur du site. Le premier fossé intérieur a été creusé dans le calcaire sur 5 m à 7 m de largeur et 2,30 m à 2,60 m de profondeur. Le deuxième fossé mesure 4 m de largeur en moyenne pour 2 m de profondeur environ. Le troisième fossé, le plus externe, est moins large (3 m) et moins profond (1,80 m). La forme actuelle des fossés ne correspond à celle du creusement primitif, l'altération rapide des parois provoquant un remplissage en berceau de la base. Dès l'époque de sa construction, la paroi interne de chaque fossé fut renforcée par un mur construit avec de gros blocs de pierre extraits lors du creusement des fossés. Ces murs se prolongeaient hors du fossé au-delà du niveau du sol sur 2,50 m à 3 m de hauteur. 
Au cours du temps, plusieurs aménagements et reprises des enceintes furent entrepris (murs de soutènement, création de passages, jonctions de sections) correspondant à des finalités fonctionnelles différentes. Au Bronze ancien, des palissades furent dressées dans la partie nord du site.

## Découvertes archéologiques
L'occupation du site est attribuée à la culture de Peu-Richard. Le site fut brièvement fréquenté plus tardivement, au Néolithique final, mais à cette époque les murailles étaient déjà effondrées, et au Bronze ancien, où les fossés sont complètement comblés.

### Ossements humains
Hormis quelques ossements épars, l'essentiel des ossements humains était réparti en cinq zones situées principalement au fond du deuxième fossé utilisé comme lieu de sépulture dans la masse même de la muraille.  Trois tombes doubles et deux simples ont été découvertes, elles contenaient huit corps distincts : 
| inhumation                                                                                               | matériel associé                                 |
| --- | ------------------------------------------------ |
| 2 corps (dont 1 homme) placés côte à côte en position assise dans une niche de la paroi externe du fossé |                                                  |
| 1 jeune femme et 1 adolescent de douze à quinze ans                                                      | * ossements animaliers (bœuf, cerf, sanglier)    |
| 1 femme seule                                                                                            | * ossements d'animaux (sanglier, chien) * 1 vase |
| 1 adolescent d'une quinzaine d'années qui avait subi un traumatisme crânien                              | * 1 crâne de chien                               |
| 1 adulte masculin et 1 femme, ayant tous deux reçus des coups mortels à la tête                          | * 1 crâne de chien * 4 vases peu-richardiens     |
| Source : Panneaux didactiques installés sur le site                                                      |                                                  |

Ce faible nombre d'inhumations et les traumatismes subis pourraient avoir une signification particulière comparable aux découvertes effectuées à peu de distance sur le site des Châtelliers-de-Vieil-Auzay.

### Matériel archéologique
Les fouilles archéologiques ont permis de découvrir dans les fossés des haches polies, dont certaines provenaient du site de Plussulien, des pointes de flèches perçantes (à ailerons et pédoncule, à pédoncule, à base concave ou losangique) et des poignards en silex, un fragment de pendeloque perforée, des vases tronconiques, des céramiques typiques du Campaniforme, dont un joli petit vase décoré du type gobelet, de nombreuses meules et molettes destinées à écraser des grains.
Un abondant outillage en os (pelles en omoplate de bovidés, poinçons, aiguilles, ciseaux) et bois de cerf (pics) ainsi que des poids perforés en argile (probablement liés à une activité de tissage) ont été retrouvés.
La céramique est nombreuse. Les vases retrouvés appartiennent au groupe régional du Néolithique récent dit du Seuil de Poitou et au Peu-Richardien maritime. Ce type de céramiques déposées pour accompagner les défunts ont également été retrouvées dans différents monuments mégalithiques du sud Vendée (Cairn du Pey-de-Fontaine au Bernard), des Deux-Sèvres (Tumulus du Planti à Availles-sur-Chizé) et plus au nord dans le Maine-et-Loire (dolmen de Chacé). Une partie de cette production correspond à de petits vases tronconiques qui, selon Serge Cassen, auraient pu être utilisés pour l'exploitation du sel marin.

## Vie quotidienne
D'après le matériel archéologique retrouvé, l'habitat devait être adossé à la muraille bordant le premier fossé interne. L'aire centrale aurait constitué un espace consacré à la vie communautaire et au parcage des animaux. Les occupants du site étaient des agriculteurs qui cultivaient des céréales et pratiquaient l'élevage d'animaux domestiques (bœufs, porcs, chèvres, moutons). Une étude spécifique des ossements animaliers démontre que le site était un centre important d'abattage de bovidés. Il aurait pu héberger un marché. L'un des crânes de bovidé retrouvé comportait des traces de trépanation. La moindre abondance des ossements d'animaux sauvages (cerfs, chevreuils, sangliers) laisse penser que la chasse n'était pratiquée qu'à titre accessoire. De même, pour la pêche en rivière ou en bordure maritime (palourdes, lavagnons) qui pouvait être pratiquée à peu de distance vers le sud.
Selon Roger Joussaume, le site n'était peut-être pas occupé de manière permanente.